# Fabrizio Gesualdo
Fabrizio II Gesualdo (Calitri, 30 ottobre 1538 – Calitri, 2 dicembre 1591) è stato un nobile, compositore e mecenate italiano, noto per essere stato il padre del compositore Carlo Gesualdo.

## Biografia
Nacque nel castello di Calitri "il 30 ottobre 1538, alle ore tre di notte", secondogenito di Luigi IV Gesualdo, quinto conte di Conza e primo principe di Venosa (dal 1561) e Isabella Ferrella (figlia di Giacomo Alfonso Ferrillo e Maria Balsa; anche menzionata con i cognomi Ferella o Ferrillo). La coppia ebbe anche altri 6 figli: Sveva, la primogenita, consorte di Pietrantonio Carafa,conte di Policastro ed in seguito di Carlo d'Avalos, marchese di Montesarchio; Alfonso, cardinale ed arcivescovo di Napoli; Maria, consorte di Colantonio, II marchese di Vico (figlio di Galeazzo Caracciolo); Carlo, morto in giovane età;  Giulio, consorte di Laura Caracciolo; Costanza, consorte di Ferdinando I Orsini, duca di Gravina. All'età di diciannove anni Fabrizio ottenne da Filippo II, del quale era consigliere, il titolo di comandante di "una compagnia d'armi".

### Matrimonio

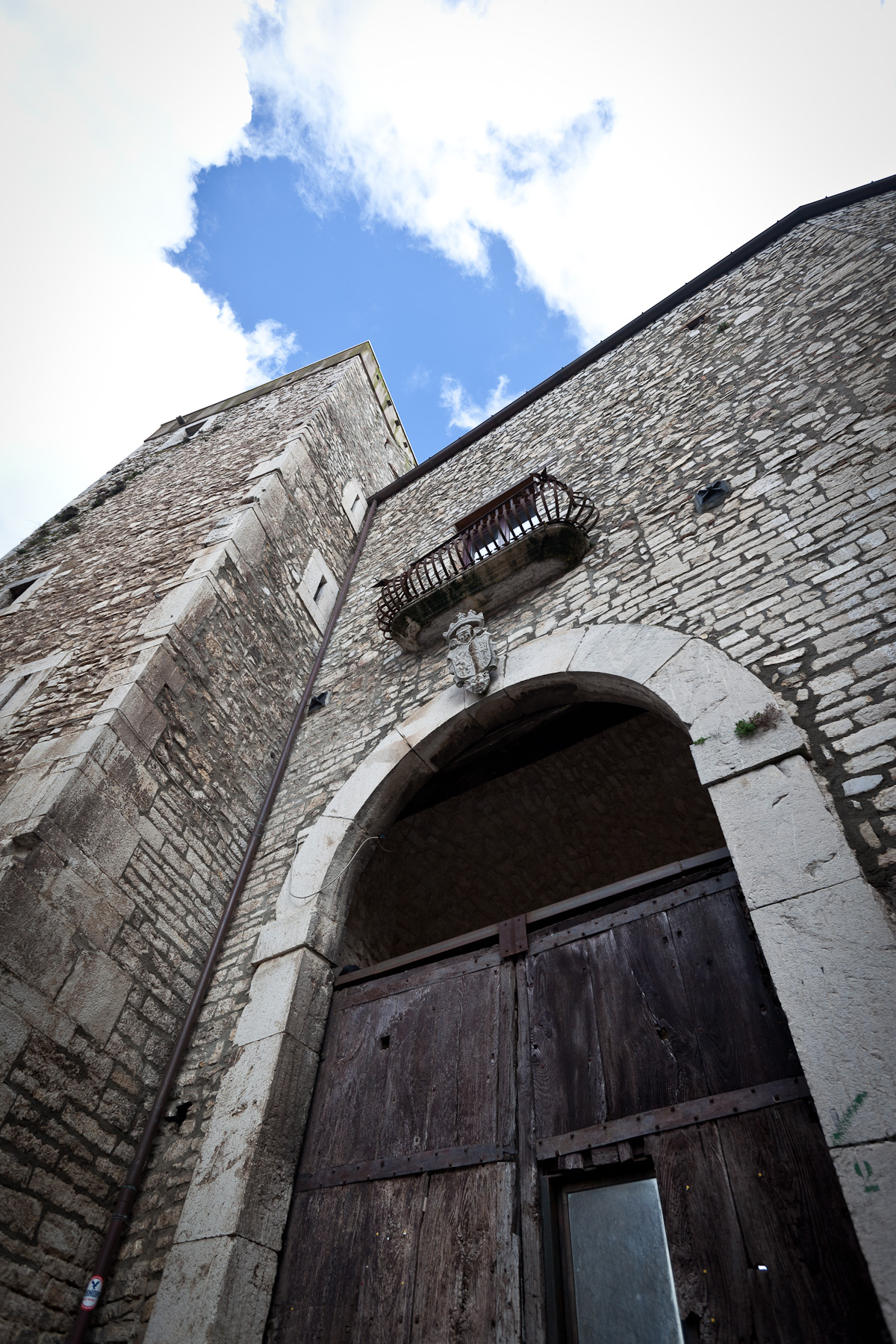
Castello di Taurasi

Tre anni dopo, nel 1560, venne destinato sposo a Geronima Borromeo, nipote del pontefice Pio IV e sorella del cardinale Carlo Borromeo (futuro san Carlo). A conclusione degli accordi, intesi a regolare gli interessi patrimoniali delle parti, il 13 febbraio 1561, a Napoli, furono stipulati i capitoli matrimoniali. Il matrimonio avvenne il 16 Maggio 1562 nella chiesa dei Santi Apostoli a Roma, con fastosa e solenne cerimonia: "dodici cardinali e tutti gli ambasciatori a pranzo e molte gentildonne romane, ed il banchetto fu superbissimo, accompagnato da bellissime musiche". Il legame che si venne a stabilire con il pontefice rese a Luigi IV il titolo di principe di Venosa e al figlio Alfonso la porpora cardinalizia. Gli sposi (quattordici anni Geronima, ventitré Fabrizio) andarono a vivere a Venosa, dove il principe Luigi IV dimorava con la sua famiglia da quando il castello di Calitri era stato reso inabitabile a seguito di una forte scossa sismica del 31 Luglio 1561. In pochi anni, in questo castello, nacquero tre figli: Luigi nel 1563, Isabella nel 1564 e Carlo nel 1566. Nello stesso anno in cui nacque Carlo Fabrizio ebbe dissidi con il padre, troppo autoritario e attaccato al denaro, e andò a vivere con la sua famiglia, prima nel castello di Gesualdo e poi in quello di Taurasi. In quest'ultimo castello nacque, negli ultimi mesi del 1568, Vittoria, l'ultima figlia che visse solo pochi anni (1573). il 12 Giugno del 1572 si sposò a Venosa Costanza Gesualdo con Ferdinando Orsini, duca di Gravina. Alla cerimonia prese parte anche Fabrizio, fratello della sposa, accompagnato dalla moglie, che non era in buone condizioni di salute. Fabrizio vedendo la moglie sempre più malata la portò a Napoli sperando che il cambiamento di clima potesse giovarle. Qui nacque prematuramente un figlio, deceduto subito dopo il battesimo. Fabrizio in questo giorni le era amorevolmente vicino, più di quanto avesse mai fatto, dato che il matrimonio non fu felice, perché Fabrizio riversava verbalmente sulla moglie ogni sua frustrazione dovuta alle litigate con il padre. Geronima a letto con forti febbri e dolori morì nella serata del 25 Luglio 1573, alla giovane età di 26 anni. Il fratello Carlo si commosse molto della scomparsa della sorella con la quale parlava molto per posta. Morta Geronima i figli vengono mandati a Roma dalla zio Alfonso. Intanto Fabrizio non volle più risposarsi e rimase a Napoli dove era solito intrattenersi con i più grandi musicisti della città.

### Morte del padre e del figlio
L'anno 1584 fu veramente funesto per Fabrizio: a maggio morì il padre; qualche mese dopo, a seguito di un incidente di caccia, morì il primogenito Luigi a soli 21 anni; a novembre morì pure il cognato Carlo a cui era legato da sentimenti di affetto e stima. Venuto in possesso dell'eredità paterna si rivelò un accorto amministratore, acquistò altri feudi ed entrò in relazione con mercanti e banchieri liguri. Nel febbraio del 1585, per la somma di 75 150 ducati, comprò la città di Ariano anche se ne tenne il possesso per pochissimo tempo dato che la locale universitas ottenne di poter riscattare la città e rientrare nel demanio regio, sottraendosi al controllo di un feudatario. Nel 1589 acquistò la terra di Montefusco. Fabrizio seguendo le orme del padre arricchì sempre di più la famiglia che diventò una delle più ricche e potenti di tutto il regno di Napoli. Fabrizio fu legato anche ai Gesuiti dato che fu molto devoto alla chiesa e si distinse dal resto della nobiltà napoletana per la sua riservatezza, per le sue doti di onestà, di rettitudine, rigidità morale e di profonda pietà.

### Morte

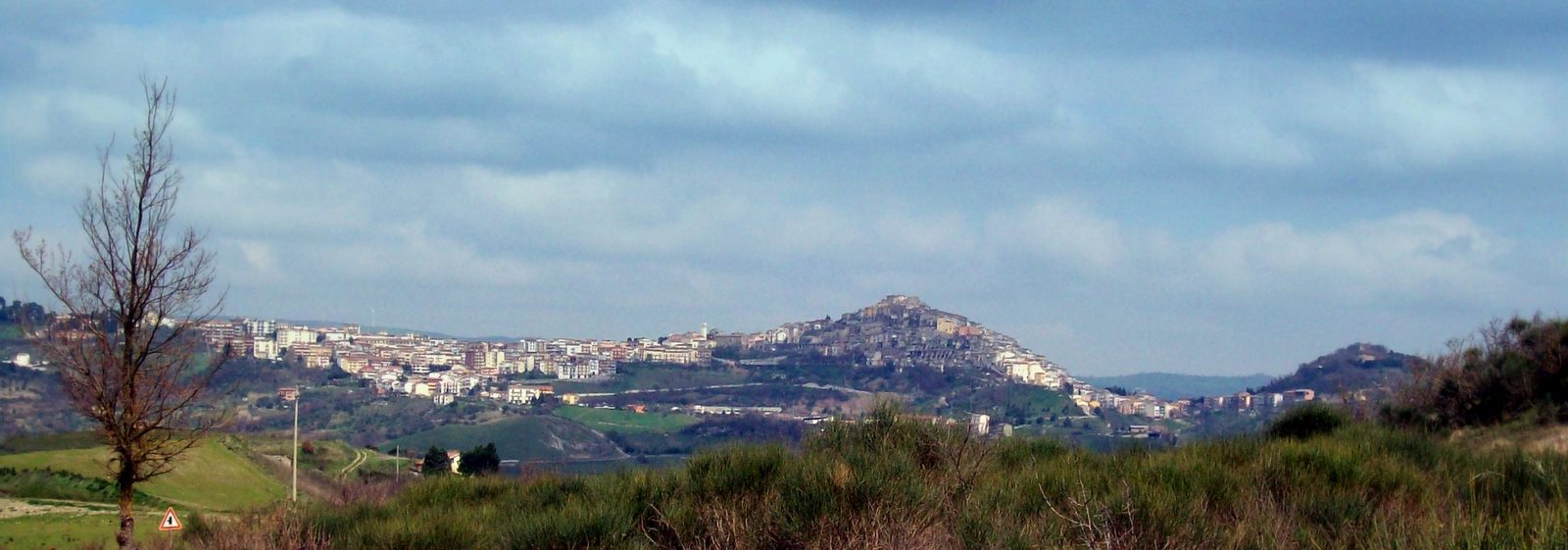
Panorama di Calitri.

Negli ultimi mesi della sua vita, Fabrizio, ammalato e stanco di essere perseguitato dalla sorte, lasciò Napoli e si ritirò nel castello di Calitri. Quivi tra le mura del castello nativo ripensò a tutte le disgrazie della sua vita, dalla morte di sua moglie alla morte di tre tra i suoi cinque figli, ma sopra tutto avvertiva afflizione per il destino di Carlo segnato dalla drammatica conclusione della sua breve vicenda matrimoniale. A Calitri il 2 dicembre dell'anno 1591, all'età di 53 anni, esalò l'ultimo respiro, nella camera "vulgatier nominata San Filippo e Jacomo"

### Matrimonio e discendenza
Fabrizio Gesualdo sposò a Roma, il 16 maggio 1562, Geronima Borromeo, figlia di Giberto II Borromeo, conte di Arona e di Margherita Medici di Marignano (sorella del futuro papa Pio IV). La coppia ebbe quattro figli:
- Luigi (circa 1563-1584), morto in un incidente, celibe
- Isabella (1564-1612), sposatasi nel 1579 con Alfonso de Guevara, VI conte di Potenza (con discendenza) e in seguito alla morte di questi con Ferdinando Sanseverino, principe di Bisignano, nel 1585 (con discendenza)
- Vittoria (1565-1577)
- Carlo (1566-1613), sposatosi nel 1586 con Maria d'Avalos (figlia di Carlo d'Avalos e Sveva Gesualdo), con discendenza. Sposa nel 1594 Eleonora d'Este (figlia di Alfonso d'Este e Giulia Della Rovere)

## Ascendenza
|                                                           |                                                  |                                            | Genitori                                     |  |  | Nonni |  |  | Bisnonni                               |  |  | Trisnonni                             |  |
|                                                           |                                                  |                                            |                                              |  |  |       |  |  | Luigi III Gesualdo, III conte di Conza |  |  | Sansone II Gesualdo, I conte di Conza |  |
|                                                           |                                                  |                                            |                                              |  |  |       |  |  | Luigi III Gesualdo, III conte di Conza |  |  | Sansone II Gesualdo, I conte di Conza |  |
|                                                           |                                                  | Costanza di Capua                          |                                              |  |  |       |  |  | Luigi III Gesualdo, III conte di Conza |  |  |                                       |  |
| Fabrizio I Gesualdo, IV conte di Conza                    |                                                  |                                            |                                              |  |  |       |  |  | Luigi III Gesualdo, III conte di Conza |  |  |                                       |  |
|                                                           |                                                  | Giovanna Sanseverino                       | Roberto Sanseverino, I principe di Salerno   |  |  |       |  |  |                                        |  |  |                                       |  |
|                                                           |                                                  | Giovanna Sanseverino                       | Roberto Sanseverino, I principe di Salerno   |  |  |       |  |  |                                        |  |  |                                       |  |
|                                                           |                                                  | Giovanna Sanseverino                       | Raimondina Orsini del Balzo                  |  |  |       |  |  |                                        |  |  |                                       |  |
| Luigi IV Gesualdo, I principe di Venosa                   |                                                  | Giovanna Sanseverino                       |                                              |  |  |       |  |  |                                        |  |  |                                       |  |
|                                                           |                                                  | Troiano II Caracciolo, I principe di Melfi | Giovanni Caracciolo, II duca di Melfi        |  |  |       |  |  |                                        |  |  |                                       |  |
|                                                           |                                                  | Troiano II Caracciolo, I principe di Melfi | Giovanni Caracciolo, II duca di Melfi        |  |  |       |  |  |                                        |  |  |                                       |  |
|                                                           |                                                  | Troiano II Caracciolo, I principe di Melfi | Sveva Sanseverino                            |  |  |       |  |  |                                        |  |  |                                       |  |
| Sveva Caracciolo                                          |                                                  | Troiano II Caracciolo, I principe di Melfi |                                              |  |  |       |  |  |                                        |  |  |                                       |  |
|                                                           |                                                  | Ippolita Paola Sanseverino                 | Guglielmo Sanseverino, III conte di Capaccio |  |  |       |  |  |                                        |  |  |                                       |  |
|                                                           |                                                  | Ippolita Paola Sanseverino                 | Guglielmo Sanseverino, III conte di Capaccio |  |  |       |  |  |                                        |  |  |                                       |  |
|                                                           |                                                  | Ippolita Paola Sanseverino                 | Isabella Carafa                              |  |  |       |  |  |                                        |  |  |                                       |  |
| Fabrizio Gesualdo, II principe di Venosa                  |                                                  | Ippolita Paola Sanseverino                 |                                              |  |  |       |  |  |                                        |  |  |                                       |  |
|                                                           | Mazzeo Ferrillo, conte di Acerenza e Muro Lucano | Giacomo Andrea Ferrillo                    |                                              |  |  |       |  |  |                                        |  |  |                                       |  |
|                                                           | Mazzeo Ferrillo, conte di Acerenza e Muro Lucano | Giacomo Andrea Ferrillo                    |                                              |  |  |       |  |  |                                        |  |  |                                       |  |
|                                                           | Mazzeo Ferrillo, conte di Acerenza e Muro Lucano | Caterinella de Majo                        |                                              |  |  |       |  |  |                                        |  |  |                                       |  |
| Giacomo Alfonso Ferrillo, conte di Acerenza e Muro Lucano | Mazzeo Ferrillo, conte di Acerenza e Muro Lucano |                                            |                                              |  |  |       |  |  |                                        |  |  |                                       |  |
|                                                           |                                                  | Maria Anna Rossi                           | …                                            |  |  |       |  |  |                                        |  |  |                                       |  |
|                                                           |                                                  | Maria Anna Rossi                           | …                                            |  |  |       |  |  |                                        |  |  |                                       |  |
|                                                           |                                                  | Maria Anna Rossi                           | …                                            |  |  |       |  |  |                                        |  |  |                                       |  |
| Isabella Ferrillo                                         |                                                  | Maria Anna Rossi                           |                                              |  |  |       |  |  |                                        |  |  |                                       |  |
|                                                           |                                                  | Gojko Balšić, co-signore di Misia          | Stefan Balšić                                |  |  |       |  |  |                                        |  |  |                                       |  |
|                                                           |                                                  | Gojko Balšić, co-signore di Misia          | Stefan Balšić                                |  |  |       |  |  |                                        |  |  |                                       |  |
|                                                           |                                                  | Gojko Balšić, co-signore di Misia          | Vlajka Castriota                             |  |  |       |  |  |                                        |  |  |                                       |  |
| Maria Balsa                                               |                                                  | Gojko Balšić, co-signore di Misia          |                                              |  |  |       |  |  |                                        |  |  |                                       |  |
|                                                           |                                                  | Komnina Arianiti                           | Gjergj Arianiti                              |  |  |       |  |  |                                        |  |  |                                       |  |
|                                                           |                                                  | Komnina Arianiti                           | Gjergj Arianiti                              |  |  |       |  |  |                                        |  |  |                                       |  |
|                                                           |                                                  | Komnina Arianiti                           | Maria Muzaka                                 |  |  |       |  |  |                                        |  |  |                                       |  |
|                                                           |                                                  | Komnina Arianiti                           |                                              |  |  |       |  |  |                                        |  |  |                                       |  |